# سیاها
سیاها (به انگلیسی: Siaha) یک منطقهٔ مسکونی در هند است که در بخش سایها واقع شده‌است. سیاها ۲۵٬۱۱۰ نفر جمعیت دارد و ۱٬۲۲۵ متر بالاتر از سطح دریا واقع شده‌است.